# San Ignacio Río Muerto
San Ignacio Río Muerto är en ort i Mexiko.   Den ligger i kommunen San Ignacio Río Muerto och delstaten Sonora, i den västra delen av landet, 1 400 km nordväst om huvudstaden Mexico City. San Ignacio Río Muerto ligger 11 meter över havet och antalet invånare är 7 358.
Terrängen runt San Ignacio Río Muerto är mycket platt. Runt San Ignacio Río Muerto är det glesbefolkat, med 20 invånare per kvadratkilometer. San Ignacio Río Muerto är det största samhället i trakten. Trakten runt San Ignacio Río Muerto består till största delen av jordbruksmark.